# Xylophanes sarae
Espèce
Xylophanes sarae est une espèce de lépidoptères de la famille des Sphingidae, de la sous-famille des Macroglossinae, tribu des Macroglossini, sous-tribu des Choerocampina, et du genre Xylophanes.

## Description
L' envergure varie de 68 à 86 mm pour les mâles et de 75 à 90 mm pour les femelles. L'espèce est similaire à Xylophanes crotonis, maisde  plus petite taille. la face dorsal du corps et des ailes antérieures sont brunâtre avec des reflets verts. En outre, la tache noire basale sur la marge interne est plus discrète et prolongée le long du tiers basal de la marge interne par une touffe d'écailles jaunes blanchâtres.

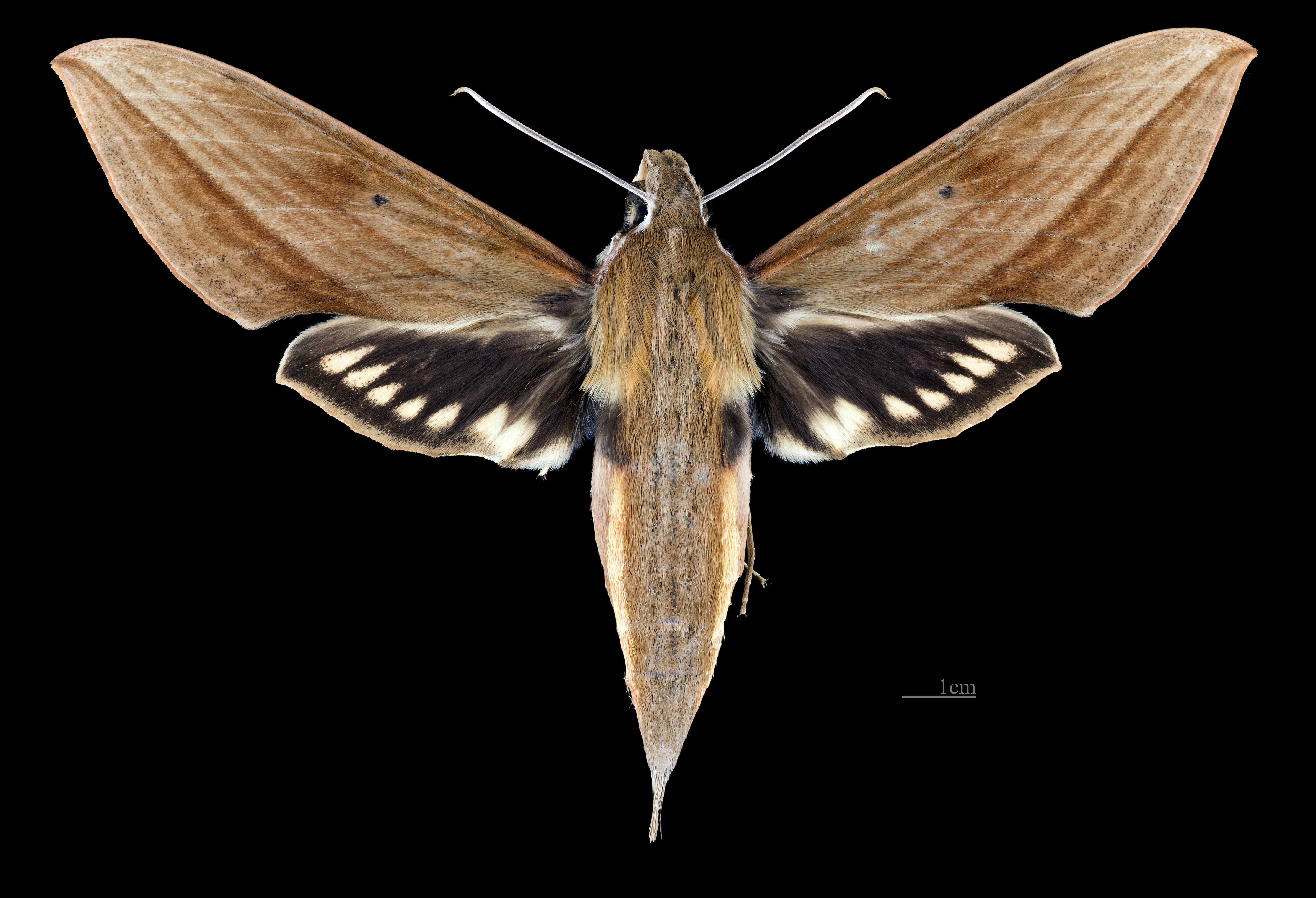
Face dorsale de la femelle (coll.MHNT)
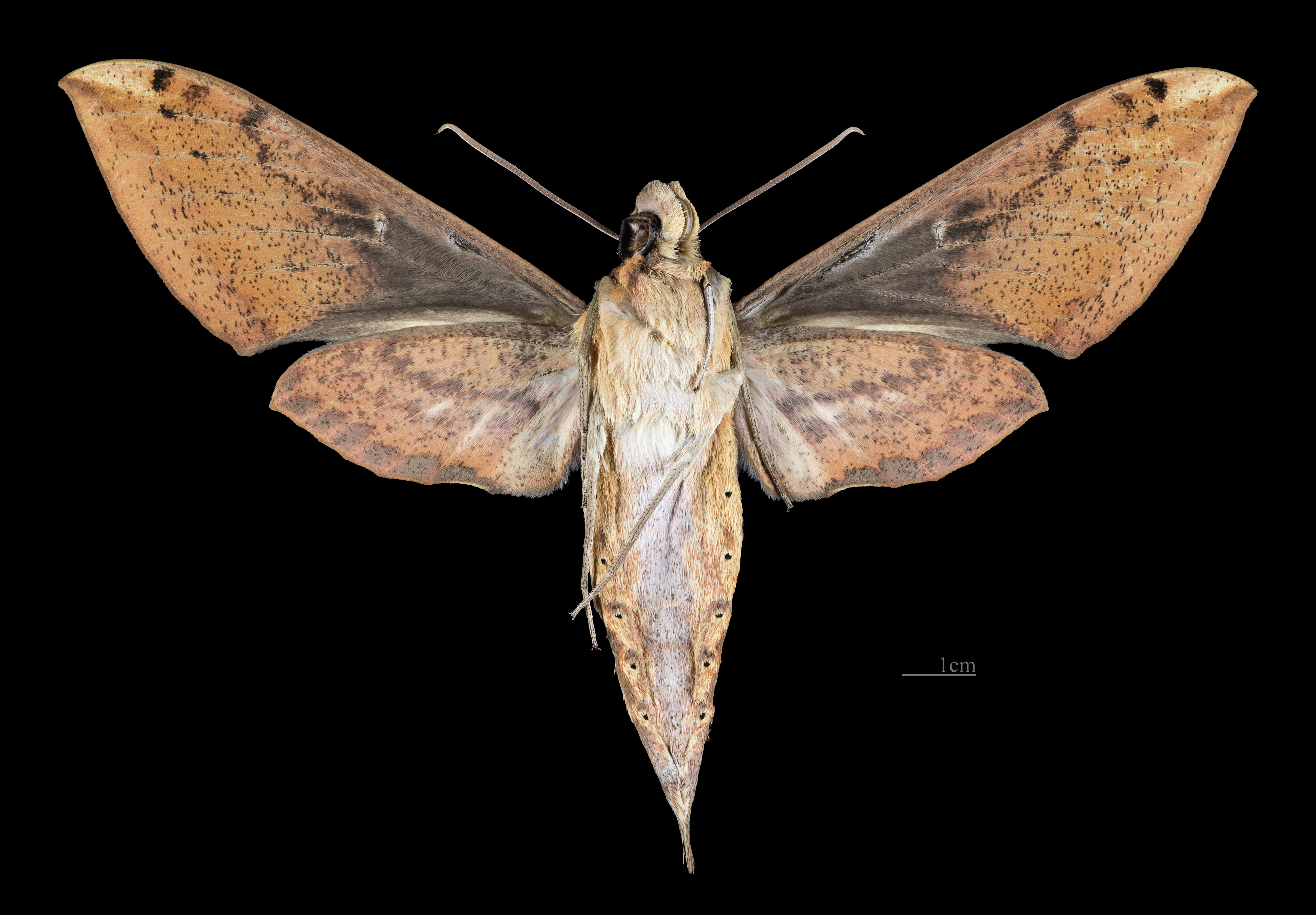
Face ventrale de la femelle (coll.MHNT)

## Biologie
Les adultes volent toute l'année.
- Les chenilles se nourrissent probablement des espèces de Rubiaceae et de Malvaceae.

## Distribution et habitat
Distribution
L'espèce est endémique du Venezuela.

## Systématique
L'espèce Xylophanes sarae a été décrite par l'entomologiste français Jean Haxaire en 1989.